# Middletown (Iowa)
Middletown és una població dels Estats Units a l'estat d'Iowa. Segons el cens del 2000 tenia 535 habitants.

## Demografia
Segons el cens del 2000, Middletown tenia 535 habitants, 191 habitatges, i 141 famílies. La densitat de població era de 338,6 habitants/km².
Dels 191 habitatges en un 41,4% hi vivien nens de menys de 18 anys, en un 48,7% hi vivien parelles casades, en un 18,3% dones solteres, i en un 25,7% no eren unitats familiars. En el 18,8% dels habitatges hi vivien persones soles el 4,7% de les quals corresponia a persones de 65 anys o més que vivien soles. El nombre mitjà de persones vivint en cada habitatge era de 2,62 i el nombre mitjà de persones que vivien en cada família era de 2,92.
Per edats la població es repartia de la següent manera: un 28,2% tenia menys de 18 anys, un 7,9% entre 18 i 24, un 31,4% entre 25 i 44, un 18,7% de 45 a 60 i un 13,8% 65 anys o més.
L'edat mediana era de 36 anys. Per cada 100 dones de 18 o més anys hi havia 89,2 homes.
La renda mediana per habitatge era de 37.083 $ i la renda mediana per família de 37.500 $. Els homes tenien una renda mediana de 37.000 $ mentre que les dones 19.167 $. La renda per capita de la població era de 16.835 $. Entorn del 15,4% de les famílies i el 19,5% de la població estaven per davall del llindar de pobresa.

## Poblacions més properes
El següent diagrama mostra les poblacions més properes.